# Final Fantasy VII
Final Fantasy VII (яп. ファイナルファンタジーVII файнару фантадзи: сэбун) — японская ролевая игра, разработанная Square Co Ltd. (ныне Square Enix) и выпущенная Sony Computer Entertainment для игровой приставки Sony PlayStation в 1997 году как седьмая номерная часть серии игр Final Fantasy. Игра была также портирована на операционную систему Windows. Порт на Windows вышел 24 июня 1998 года в США и 25 июня 1998 года в Европе. В 2009 году Final Fantasy VII также была переиздана для сети PlayStation Network, в 2012 году порт игры для Windows стал доступным для платной закачки из магазина цифровой дистрибуции, а в 2013 году игра вышла в Steam.
Действие игры происходит в антиутопичном вымышленном мире, выполненном в антураже научной фантастики с элементами фэнтези. Сюжет игры повествует о том, как группа экотеррористов «ЛАВИНА», в состав которой входит и главный герой Клауд Страйф, борется с мегакорпорацией «Син-Ра», деятельность которой ведёт к истощению источника планетарной энергии. В дальнейшем герои сталкиваются с большей опасностью для планеты и самих себя — главным злодеем игры Сефиротом.
Разработка игры велась с 1994 года сначала для игровой приставки Super Nintendo Entertainment System, затем для Nintendo 64, однако из-за технических ограничений картриджа от Nintendo 64 Square решила выпустить игру для Sony PlayStation. Разработкой игры руководил игровой дизайнер Ёсинори Китасэ, музыку для игры написал композитор Нобуо Уэмацу. Впервые в серии дизайнером персонажей выступил Тэцуя Номура, заменив художника Ёситаку Амано.
Final Fantasy VII получила хорошие отзывы у игровой прессы и была крайне успешной. К маю 2010 года было продано более 10 миллионов копий по всему миру, что делает игру самой продаваемой в серии. Критики хвалили игру за графику, геймплей, музыку и сюжет. Плохих же отзывов был удостоен перевод игры на английский язык. Некоторые журналисты считают, что именно эта игра популяризировала японские ролевые игры за пределами Японии; она неоднократно появлялась на верхних строчках в списках лучших игр всех времён. Так как Final Fantasy VII была очень популярна, Square Enix решила создать целый сериал, известный как «Компиляция Final Fantasy VII» и состоящий из продолжений и ответвлений Final Fantasy VII. Необычным следствием популярности игры стал ремейк игры для аппаратных клонов игровой приставки Famicom, выпущенный в 2005 году китайской компанией ShenZhen Nanjing Technology без ведома и разрешения правообладателя. В 2020 году Square Enix выпустила для PlayStation 4 собственный ремейк игры под названием Final Fantasy VII Remake; этот ремейк охватывает лишь начальную часть сюжета и мира оригинальной игры, связанную с городом Мидгар, и является первой из нескольких планируемых игр — следующие игры, находящиеся в разработке, должны соответствовать другим сегментам первоначальной игры и показать мир за пределами Мидгара.

## Геймплей

### Навигация

Обследование локации и разговор с неигровым персонажем

Игрок управляет группой героев, которые путешествуют по игровому миру, взаимодействуют с неигровыми персонажами и выполняют различные задания для дальнейшего продвижения по сюжету. Города, подземелья и другие локации отображены на трёхмерной карте мира, по которой путешествует игрок. Как только игрок заходит с карты мира в локацию, вместо карты мира появляется сама локация в виде двухмерного пререндереного фона, по которому перемещаются трёхмерные модели персонажей. По карте мира можно путешествовать пешком или на различных транспортных средствах, например, на ездовых птицах чокобо, автомобиле, подводной лодке или воздушном корабле.

### Боевая система

Битва в Final Fantasy VII

На карте мира и во многих локациях игрок вступает в схватки со случайными противниками. Когда начинается бой, появляется экран битвы. На поле боя противники расположены напротив героев. Впервые в серии на поле боя могут быть только три героя, в то время как в предыдущих играх серии на поле боя находилось до четырёх — пяти. Как и во многих предыдущих играх серии, бои являются пошаговыми, но при этом очерёдность ходов определяется системой «Active Time Battle», разработанной Хироюки Ито ещё для Final Fantasy IV. Эта система заключается в том, что у каждого персонажа в бою есть собственная шкала, заполняющаяся со временем. Когда шкала заполняется, внизу экрана отображается меню, в котором игрок может выбрать то или иное действие, которое должен совершить герой: атаковать врага, использовать магию, предмет и т. п. При совершении действия шкала обнуляется, и приходится снова ждать её заполнения. У персонажей и их противников есть очки жизни (HP). Если противник теряет все очки жизни, то он погибает. Если же всех очков лишается герой, то он теряет сознание, а вместе с тем и способность сражаться, пока его не вылечат. Кроме того, у каждого персонажа есть очки магии (MP), которые можно тратить на магию и на призыв существ в бою. При победе в бою герои получают опыт. Получив определённое количество опыта, герой поднимается на уровень вверх, а вместе с этим растут его характеристики.

#### Прорывы предела
В игре присутствует также несколько изменённый вариант «Отчаянной атаки» из Final Fantasy VI — «Прорыв предела» (англ. Limit Break). У каждого персонажа есть специальная шкала, которая заполняется, если персонаж получает урон. Как только шкала заполнена, персонаж может использовать «Прорыв предела» — особый приём, который либо наносит противнику сильные повреждения, либо каким-то другим способом влияет на ход битвы. У каждого героя есть семь собственных уникальных «Прорывов предела», исключение составляют только Кат Ши, у которого их два, и Винсент, у которого их четыре. Поначалу каждому герою доступен только один «Прорыв», остальные изучаются на протяжении всей игры.

### Система материи
В Final Fantasy VII игровые персонажи получают новые способности благодаря материи — сгусткам магической энергии в форме шара, которые устанавливаются в экипировку героев. Материя также влияет на характеристики героя, например, материя, дающая заклинание, уменьшает количество очков жизни использующего её персонажа. Существует несколько видов материи: зелёная позволяет пользоваться новыми заклинаниями, красная даёт героям возможность призывать на свою сторону существ, жёлтая добавляет дополнительные команды в меню во время боя, синяя влияет на эффекты соседних материй по расположению в экипировке, а фиолетовая повышает героям характеристики. Если игрок побеждает в бою, ему иногда начисляются «очки возможностей» (англ. Ability Points, AP), и если персонаж получает определённое их количество, то материя на персонаже улучшается, открывая ему новые способности или усиливая старые.

## Сюжет

### Место действия

Карта мира Final Fantasy VII

Вымышленная вселенная выполнена в антураже научной фантастики с элементами фэнтези и по техническому развитию напоминает реальный мир. В игре вымышленный мир называется «Планетой».
Почти всей Планетой де-факто правит энергетическая мегакорпорация «Син-Ра». У компании есть собственная армия, в которую также входят СОЛДАТы — специальное подразделение, состоящее из суперсолдат, и Турки — тайная полиция, занимающаяся шпионажем и убийствами. «Син-Ра» добывает электроэнергию с помощью Мако-реакторов, тем самым истощая жизненную энергию Планеты — Мако. В земле есть скопления Мако, откуда и идёт добыча энергии. Самое большое скопление Мако называется «Потоком Жизни» и находится глубоко в недрах земли. Как только живое существо погибает, его душа отправляется в Поток Жизни, преобразуется в Мако и делится с Планетой всем пережитым опытом. Если Поток Жизни иссякнет, то Планета погибнет. Иногда Мако в Потоке Жизни конденсируется — таким образом получается материя, благодаря которой можно получить новые способности. Компании «Син-Ра» противостоит группа экотеррористов «ЛАВИНА», которая хочет остановить добычу энергии Мако и тем самым спасти Планету от гибели.
Всего на Планете существует три континента. На восточном материке находится Мидгар — мегаполис, служащий столицей мира. В Мидгаре расположена штаб-квартира «Син-Ра». Другие локации на восточном континенте включают в себя Джунон — военную базу «Син-Ра», Форт Кондор — крепость с гигантским кондором, сидящим на вершине Мако-реактора, ферму, где разводят ездовых птиц чокобо, и городок Кальм. На западном континенте расположены Золотое блюдце — парк развлечений, находящийся над Корелской тюрьмой, Коста-Дель-Соль — курорт на берегу моря, Гонгага — деревня со взорванным Мако-реактором, Нибельхейм — городок под горой Нибель, Ракетный городок — место, где находится космодром, и горное поселение Космо-Каньон. Обитатели Космо-Каньона стараются жить в гармонии с природой и считают, что Планета — живое существо. В этом городке есть собственная обсерватория, где люди изучают жизнь Планеты. Город Вутай, где обитают ниндзя, расположен на острове к западу от западного континента. Северный континент покрыт снегом и окружён айсбергами, на нём находятся поселение археологов, загадочный «город Древних», лыжный курорт гостиница «Сосулька» и гигантский кратер — финальная локация игры. Есть также локации под водой, куда можно попасть только с помощью подводной лодки.

### Персонажи

Игровые персонажи Final Fantasy VII. Снизу вверх: Клауд, Айрис, Баррет, Юффи, Рэд XIII, Тифа, Винсент, Сид, Кат Ши

В Final Fantasy VII игроку доступны для управления девять персонажей, не считая Сефирота, который недолго доступен только на определённом моменте игры.
- Клауд Страйф (яп. クラウド・ストライフ) — главный герой игры, замкнутый наёмник, работающий на «ЛАВИНУ» и утверждающий, что он был СОЛДАТом первого класса[28]. Персонаж занял 13 место в рейтинге величайших персонажей компьютерных игр по версии журнала Empire[29].
- Баррет Уоллес (яп. バレット・ウォーレス) — темнокожий лидер «ЛАВИНЫ» с автоматом вместо правой руки, яростно ненавидящий «Син-Ра». Раньше работал на энергокомпанию, пока армия «Син-Ра» не уничтожила его родной город Корел.
- Тифа Локхарт (яп. ティファ・ロックハート) — член «ЛАВИНЫ», подруга детства Клауда и мастер боевых искусств.
- Айрис Гейнсборо (яп. エアリス・ゲインズブール) — добрая и мягкая цветочница из трущоб Мидгара, которую преследуют Турки c самого детства[30]. Является потомком представителей древней цивилизации.
- Рэд XIII (яп. レッドXIII) — разумный зверь, внешне похожий на льва, чей вид на грани вымирания. Некогда жил в Космо Каньоне у своего приёмного «дедушки», но впоследствии его поймал доктор Ходзё и отвёз к себе в лабораторию в Мидгар. «Рэд XIII» — это имя, присвоенное ему Ходзё, настоящее его имя — Нанаки.
- Кат Ши (яп. ケット・シー) — механический кот-предсказатель из Золотого Блюдца, сидящий верхом на гигантском механическом мугле[31]. Как выясняется по сюжету, Катом Ши управлял Рив Туэсти, сотрудник «Син-Ра». Поначалу Рив с помощью робота шпионит за героями, но впоследствии понимает, что он должен помочь «ЛАВИНЕ» спасти планету.
- Сид Хайвинд (яп. シド・ハイウィンド) — пилот и инженер из Ракетного городка, чья заветная мечта стать первым космонавтом осталась неисполненной[32]. Постоянно курит и крайне невоздержан на язык.

Из девяти играбельных персонажей получать двоих необязательно для прохождения игры:
- Юффи Кисараги (яп. ユフィ・キサラギ) — юная воровка из Вутая и при этом опытный ниндзя. Её мечта — вернуть своей родине былое величие.
- Винсент Валентайн (яп. ヴィンセント・ヴァレンタイン) — молчаливый бывший Турк, на котором проводили научные опыты за тридцать лет до начала событий игры[33].

Изначально героям противостоят члены компании «Син-Ра» — её президент, сын президента Руфус Синра, сумасшедший учёный профессор Ходзё и Турки Рено, Руд, Цзэн и Елена. Позже по сюжету выясняется, что главный злодей игры — Сефирот, легендарный СОЛДАТ, который считался давно умершим. Персонаж занял 10 место в рейтинге величайших персонажей компьютерных игр по версии журнала Empire.

### История
События Final Fantasy VII начинаются, когда Клауд вместе с «ЛАВИНОЙ» взрывают Мако-реактор в Мидгаре. После первого взрыва «ЛАВИНА» решает взорвать другой Мако-реактор, но членов группы ловят. Бомба, заложенная в реакторе, внезапно взрывается, предоставляя героям шанс сбежать, однако Клауд при этом проваливается вниз, в трущобы Мидгара. Клауд приходит в себя на цветах, растущих в церкви в трущобах. Там его находит Айрис, которая и выращивает эти цветы. Так как Айрис хотят поймать Турки «Син-Ра», Клауд соглашается быть её телохранителем. Когда «Син-Ра» узнаёт, что база «ЛАВИНЫ» находится в трущобах под Мидгаром, Турки по приказу её руководства взрывают целый сектор Мидгара, убивая почти всё его население и троих членов «ЛАВИНЫ». Турки также ловят Айрис, которая, как выясняется, является последней представительницей древней расы Цетра, также известной как Древние. Цетра считались давно вымершими. Президент «Син-Ра» верит, что Айрис, как последняя из Цетра, сможет привести его в Землю Обетованную — мифическое место, где, по мнению президента, должен располагаться неиссякаемый источник энергии Мако.
Оставшиеся члены «ЛАВИНЫ», Клауд, Тифа и Баррет, забираются на главное здание Мидгара и освобождают Айрис и Рэда XIII. Им удаётся легко уйти из здания, так как многие сотрудники «Син-Ра», в том числе и президент, оказываются убитыми Сефиротом, человеком, которого считали мёртвым несколько лет. Герои выясняют, что Сефирот, убивая сотрудников, говорил о том, что он не допустит «Син-Ра» в Землю Обетованную. Становится также известно, что из научной лаборатории в главном здании убежало безголовое существо «Дженова». После смерти президента на его место назначен его сын Руфус, отличающийся более жестоким нравом, чем отец. Тем временем Клауд и его команда преследуют Сефирота, опасаясь, что у него есть более ужасные планы на Землю Обетованную, чем у «Син-Ра». К отряду Клауда присоединяются Кат Ши и Сид, а также опционально Юффи и Винсент. Клауд узнаёт план Сефирота: Сефирот хочет с помощью Чёрной материи призвать Метеор — заклинание, способное уничтожить мир. Если Планета очень сильно повреждена, то Поток Жизни соберётся в месте повреждения, чтобы её исцелить. Сефирот планирует оказаться в центре раны Планеты, соединиться с её энергией и таким образом стать богом. Когда Сефироту удаётся получить Чёрную материю, Айрис пытается остановить Сефирота в одиночку. Герои следуют за ней на северный континент в заброшенный город Древних. Когда они находят Айрис, молящуюся Планете, появляется Сефирот и на глазах у Клауда пронзает Айрис своим мечом, после чего скрывается. Несмотря на переполняющие Клауда чувства, он клянётся найти и убить Сефирота.

Момент убийства Айрис Сефиротом назван порталом GameSpot одним из «самых шокирующих моментов в компьютерных играх»

После смерти Айрис герои продолжают преследовать Сефирота. Когда они его находят, тот внушает Клауду, что его воспоминания — подделка, а сам Клауд всего лишь создан из клеток Дженовы профессором Ходзё. Как выясняется, Дженова — инопланетное существо, упавшее на Планету приблизительно за две тысячи лет до начала сюжетной линии Final Fantasy VII. Дженова стала заражать обитателей Планеты неким вирусом, который превращал их в ужасных монстров, среди жертв вируса также было очень много Цетра. В попытке защитить себя Планета создала гигантских монстров «ОРУЖИЕ». ОРУЖИЕ стало уничтожать больше обычных живых существ, чем порождений Дженовы. Тем не менее, группе уцелевших Цетра тогда удалось её победить. За несколько десятков лет до начала событий игры останки Дженовы нашёл профессор Гаст Фаремис — учёный, работавший на «Син-Ра». Ошибочно считая Дженову Древней, профессор Гаст провёл эксперимент, в котором вживил клетки Дженовы в нерождённого ребёнка, чтобы создать человека со способностями Древнего. За пять лет до начала событий игры Сефирот на миссии в Нибельхейме, родном городке Клауда и Тифы, узнал, что он как раз и был результатом этого эксперимента. Сефирот начал считать себя последним Цетра, созданным из генетического материала Дженовы, и, обезумев, сжёг Нибельхейм, убив множество людей. Клауд столкнулся с Сефиротом во время этого инцидента, после чего Сефирот пропал без вести и считался мёртвым до своего появления в главном здании «Син-Ра». Когда герои доходят до гигантского кратера на северном континенте, Сефирот говорит Клауду, что его не было тогда в Нибельхейме, показывая ему свои воспоминания, где вместо Клауда с Сефиротом в Нибельхейме был черноволосый СОЛДАТ. Тифа, также бывшая в Нибельхейме в то время, не может опровергнуть слова Сефирота. Становится известно, что Сефирот всё это время находился внутри кратера, герои же преследовали Дженову, принявшую обличье Сефирота и управляемую его волей. После этого Сефирот вызывает Метеор, тем самым побуждая Планету пробудить ОРУЖИЕ в ответ. Начинается землетрясение, и Клауд падает в Поток Жизни, отделяясь от остальных.
Пока Метеор медленно летит в сторону Планеты, «Син-Ра» предпринимает попытку защитить человечество от ОРУЖИЯ и убить Сефирота, надеясь, что после его смерти Метеор исчезнет. Тем временем остальные члены «ЛАВИНЫ» находят Клауда в бессознательном состоянии на одном из южных островов, куда его унёс Поток Жизни. Разрушительные действия ОРУЖИЯ вызывают трещину на земле, и Тифа вместе с Клаудом падают в Поток Жизни. Каким-то образом Тифа проникает в подсознание Клауда и узнаёт о том, что на самом деле случилось в Нибельхейме: Клауду не удалось стать СОЛДАТом, а тем черноволосым СОЛДАТом был Зак Фэйр, лучший друг Клауда и первая любовь Айрис. Клауд же был одним из пехотинцев, сопровождавших Зака. Зак, Тифа и Клауд сражались с Сефиротом во время пожара в Нибельхейме. Тифа и Зак были побеждены, а Клауд и Сефирот смертельно ранили друг друга. Клауд сбросил Сефирота, обезглавившего Дженову и держащего её голову, в Поток Жизни. Сефирот при этом не умер, а попал через Поток Жизни на северный континент, где покрылся кристаллом.
Потерявших сознание Клауда и Зака принесли профессору Ходзё, который стал проводить над ними научные эксперименты: Ходзё пересаживал подопытным клетки Дженовы и облучал их энергией Мако. Кроме Зака и Клауда, у Ходзё было также несколько подопытных СОЛДАТ. Все подопытные, кроме Зака, погрузились в состояние комы. Через четыре года после нибельхеймского инцидента Заку удалось выбраться из лаборатории, взяв своего друга Клауда с собой. Клетки Дженовы внутри Клауда позволили Сефироту его контролировать, кроме того, они сильно изменили его память, заставив Клауда считать многие поступки Зака своими. На пути к Мидгару Зака убила пехота «Син-Ра», а Клауд с трудом добрался до Мидгара в одиночку, постепенно забывая своё прошлое. В Мидгаре Клауда нашла Тифа и предложила ему работать на «ЛАВИНУ».
Когда Клауд вместе с Тифой выбираются из Потока Жизни, становится ясно, что Айрис перед смертью молилась, чтобы вызвать «Святость» — заклинание, которое могло бы спасти мир от Метеора. Для вызова Святости у Айрис была при себе Белая материя. Хотя ей это удалось, Сефирот сдерживал эффект этого заклинания. «ЛАВИНА» и «Син-Ра» уничтожают ОРУЖИЕ, в процессе погибают почти все сотрудники «Син-Ра». Среди выживших оказывается Рив Туэсти, человек, управлявший роботом Катом Ши, и профессор Ходзё, который, как выясняется, является отцом Сефирота. Ходзё объясняет героям, что он со своей женой были ассистентами профессора Гаста и что он предложил Гасту своего нерождённого ребёнка в качестве подопытного в эксперименте с клетками Дженовы. Поняв, что он хочет помочь своему сыну Сефироту завладеть Потоком Жизни, герои убивают Ходзё. Чтобы Святость сработала, Клауд вместе с остальными членами «ЛАВИНЫ» проникают вглубь кратера, через него добираются до ядра Планеты и там побеждают Сефирота. Несмотря на это, Святость оказывается неспособной защитить Планету от Метеора в одиночку. Метеор летит в сторону Мидгара и полностью его уничтожает. На месте крушения Метеора поднимается Поток Жизни и вместе со Святостью уничтожает Метеор, тем самым спасая мир.
После финальных титров показаны события через пятьсот лет после крушения Метеора. Рэд XIII со своими двумя детьми бегут через каньон в сторону заросших растительностью руин Мидгара.

## История разработки и релиз

### Предварительное планирование и написание сценария
Планировка Final Fantasy VII началась сразу же после выхода в свет Final Fantasy VI в 1994 году. Первоначально предполагалось, что новая игра, как и предыдущие, будет выпущена для игровой приставки компании Nintendo — Super Nintendo Entertainment System (SNES, Super Famicom). Над Final Fantasy VI трудилось около 60 сотрудников Square; для предварительного этапа разработки новой игры была собрана меньшая команда — 20-30 человек. Создатель серии Final Fantasy Хиронобу Сакагути, продюсер и исполнительный вице-президент компании, значительно влиял на разработку игры, единолично принимая ключевые решения, оставаясь для сотрудников «королём» и «суперзвездой»; значительные роли играли и сотрудники, выдвинувшиеся в предыдущие годы — Ёсинори Китасэ, руководивший созданием Final Fantasy VI и Тэцуя Номура, первоначально работавший в студии как художник по персонажам, но постепенно занявший и другие творческие позиции. Первой и наиболее безопасной с коммерческой точки зрения идеей для новой игры было создание непосредственного продолжения к Final Fantasy VI на SNES с двухмерной графикой, однако в течение первых двух-трех месяцев разработчики обсуждали и другие концепции. Сакагути набросал первое раннее описание сюжета игры — по воспоминаниям участников разработки, её действие должно было происходить в Нью-Йорке, некая организация пыталась взорвать «мако-реакторы», и некий «детектив Джо» должен был расследовать эти планы. Один из членов этой организации стал прообразом Клауда Страйфа, главного героя окончательной игры. Сам Сакагути позже сомневался, действительно ли все эти идеи относились к одной игре — он отмечал, что Нью-Йорк был позже использован как место действия игры Parasite Eve, а имя «Джо» было первоначальным именем Каима, героя Lost Odyssey. Сотрудник Square Тэцуя Такахаси со своей женой Сораей Сагой предложили свой готовый сценарий, но им отказали, так как сценарий был сочтён «слишком мрачным и запутанным», впоследствии эти же наработки были использованы для создания отдельной игры – Xenogears.
Многие разработчики параллельно работали над Chrono Trigger, и работа над проектом прерывалась, когда значимый член команды разработки Final Fantasy VII временно уходил работать над другой игрой. Некоторые неиспользованные идеи для Final Fantasy VII были использованы в Chrono Trigger. Другие нереализованные в игре идеи, вроде введения в сюжет волшебницы Эдеи и действия сюжета в Нью-Йорке в 1999 году, были включены в Final Fantasy VIII и Parasite Eve соответственно. Итоговый вариант сценария сильно отличается от первоначальной версии, автором которой был Хиронобу Сакагути. Тэцуя Номура, описывая ранние наброски сюжета, говорил, что Сакагути хотел создать «нечто похожее на детектив». Окончательную версию сценария написали Кадзусигэ Нодзима и Ёсинори Китасэ, основной сюжет придумали вместе Сакагути и Номура. Масато Като также участвовал в написании сценария для игры: он написал три сцены. Позже Сакагути отмечал, что это была первая игра со времён первой Final Fantasy, в которой больше внимания уделялось игровому процессу, нежели сюжету. Именно Сакагути предложил, чтобы герои использовали материи для получения заклинаний. Когда, освободившись от Bahamut Lagoon, к команде разработчиков присоединился Нодзима, Китасэ сказал ему, что сценарий должен быть как можно более «загадочным».

### Дизайн персонажей
Дизайнер персонажей предыдущих игр серии Ёситака Амано находился на художественных выставках во Франции и Нью-Йорке, и поэтому он очень мало участвовал в создании игры. Его место занял Тэцуя Номура, а Амано занимался только дизайном географической карты вымышленного мира и логотипа игры. Номура утверждал, что из-за технических ограничений его дизайны для Final Fantasy VII были очень сильно упрощены. В первоначальном дизайне у Клауда были короткие чёрные волосы, зачёсанные назад, контрастирующие с длинными серебристыми волосами Сефирота. Позже дизайнер подумал, что внешность Клауда невпечатляющая, и сделал его блондином с торчащими волосами. Короткая тёмная юбка Тифы была призвана контрастировать с длинным светло-розовым платьем Айрис. Винсента хотели сначала сделать жутким учёным, затем детективом, потом химиком и наконец решили его сделать бывшим Турком с тёмным прошлым. Номура также заметил, что стиль боя Сида Хайвинда напоминает стиль боя «драгунов», класса персонажа из предыдущих частей Final Fantasy: его боевой стиль сделали таким, потому что фамилия Сида, Хайвинд, принадлежала также воинам-драгунам Ричарду Хайвинду из Final Fantasy II и Каину Хайвинду из Final Fantasy IV. Автором идеи о персонажах с тиби-пропорциями вне боёв был Сакагути: он счёл, что персонажи с тиби-пропорциями выглядят более экспрессивными и поэтому больше подходят для сюжетных вставок. Номура с самого начала разработки хотел, чтобы какой-нибудь из персонажей погиб по сюжету, им должна была стать Тифа или Айрис, но выбор пал на Айрис. Тифу же придумали после того, как добавили в сюжет Айрис. Изначально сценаристы хотели создать некую связь между Айрис и Сефиротом: сначала их хотели сделать сестрой и братом, затем решили сделать Сефирота первой любовью Айрис, но впоследствии под конец разработки в игру добавили Зака, а от идеи связи между этими двумя персонажами было решено отказаться. Номура также предложил идею индивидуальных Прорывов предела у каждого персонажа.

### Технологическая часть
Непосредственно разработка Final Fantasy VII началась в конце 1995 года. Разработчики долго не могли решить, какой будет графика, спрайтовой или трёхмерной, но игра Alone in the Dark натолкнула их на мысль, что лучше сделать трёхмерную графику. В работе над игрой было задействовано около 120 художников и программистов, использующих программы PowerAnimator и Softimage 3D. Бюджет игры составил 45 миллионов долларов США — это была самая высокобюджетная компьютерная игра на тот момент. Сценарист и руководитель разработки Final Fantasy VI Ёсинори Китасэ, начав работать с Final Fantasy VII, высказывал опасения, что если в игре не будет трёхмерной графики, как во многих других играх того времени, то Final Fantasy VII провалится.
Square создала небольшое экспериментальное технологическое демо Final Fantasy SGI, сделанное по мотивам Final Fantasy VI. Технологическое демо представляло собой ролик, созданный с использованием трёхмерной графики. Наработки из этого демо были позже использованы при создании графики Final Fantasy VII. Так как трёхмерная компьютерная графика занимает достаточно много места, то только размер памяти CD-ROM был достаточно большим для того, чтобы вместить в себе игру. Nintendo, для которой Square разработала все предыдущие игры Final Fantasy, продолжила использовать картриджи в своей новой игровой приставке Nintendo 64. Это привело к разрыву долгого сотрудничества Square с Nintendo, и в 1996 году Square анонсировала Final Fantasy VII на игровую приставку Sony PlayStation, поддерживающую CD-ROM в качестве носителя информации.
Хотя высокие по тем временам технические характеристики PlayStation дали разработчикам возможность включить в игру более 40 минут FMV-роликов, это принесло и свои трудности: достаточно тяжело было сделать переход от FMV к игровому процессу более плавным. Китасэ говорил, что создание детализированной графики было «очень кропотливой работой».
Игровой движок Final Fantasy VII позже был также использован в других играх Square, в частности, в Parasite Eve.

### Продвижение и выпуск
Square сама издавала игру в Японии, в то время как издателем в США, Канаде и Европе стала компания Sony, производитель приставки PlayStation. Sony рассматривала Final Fantasy VII как игру-блокбастер, способную завоевать для приставки PlayStation и жанра ролевых игр выигрышную позицию на крупнейшем видеоигровом рынке мира — североамериканском. На этом рынке доминировали две японские компании, выпускавшие игровые приставки и игры к ним — Nintendo и Sega, причём Nintendo ориентировалась на детей младшего возраста, а Sega на подростков. На момент выхода Final Fantasy VII ролевые игры не считались популярным, массовым жанром — американцы предпочитали экшн-игры, платформеры и спортивные симуляторы; хотя на PlayStation уже вышло несколько ролевых игр, как King’s Field или Blood Omen: Legacy of Kain, это были достаточно нишевые продукты с ограниченной аудиторией. В Европе этот жанр был ещё более нишевым — здесь даже не выходила ни одна предыдущая игра серии Final Fantasy, и на маркетологов ложилась трудная задача сделать этот бренд узнаваемым для потребителей; впрочем, Final Fantasy VII не была связана с другими играми серии ни сюжетом, ни общим миром, так что её могли рекламировать как совершенно новый продукт. Sony возлагала огромные надежды на CGI-ролики Final Fantasy VII, способные, по убеждению маркетологов Sony и привлечённого ей рекламного агентства TBWA\Chiat\Day, соперничать с голливудским кинематографом.
Sony выделила на продвижение игры беспрецедентную по тем временам сумму в 40 миллионов долларов США — эти деньги были разделены между американским подразделением Sony Computer Entertainment America (SCEA), европейским Sony Computer Entertainment Europe (SCEE) и японским Sony Interactive Entertainment (SIE) Japan. Старший продакт-менеджер SCEA Дэвид Бамбергер описывал игру существующим в кинематографе понятием «тентпол» (англ. tent-pole, буквально «шест, на котором держится палатка»): так называли дорогостоящие фильмы, которые «поддерживали» собой другие проекты кинокомпании. Успех тентпол-фильма был способен покрыть все возможные неудачи студии на год вперёд, но в случае провала она неизбежно оказывалась бы в долгах. Для игровой индустрии такая идея — рекламировать игру как «тентпол»-блокбастер — была совершенно новой.
Хотя первый этап рекламной кампании в Северной Америке, начавшийся за три месяца до выхода игры, был ориентирован на традиционные игровые издания наподобие Electronic Gaming Monthly и Game Informer, Бамбергер и его команда считали, что на этом нельзя останавливаться – «игроки в RPG и так уже наши», необходимо было заявить о себе как можно более массовой аудитории. Крупномасштабная рекламная кампания игры включала в себя 30-секундные рекламные ролики по телевидению, использование персонажей игры в рекламе напитков «Пепси» и рекламу в известных журналах, среди которых Rolling Stone, Details, Spin и Playboy, а также в комиксах Marvel Comics и DC Comics. Совместная реклама с «Пепси» была особо ценна тем, что этот 15-секундный ролик с персонажами различных игр показывали в конце матчей по американскому футболу, сверхпопулярному в США виду спорта — это был шанс захватить настолько широкую аудиторию, насколько это возможно. Рекламные ролики для телевидения, подготовленные агентством TWBA, выпускались в рекламных паузах в самых популярных программах, как Saturday Night Live и «Симпсоны»; эти ролики строились таким образом, как если бы агентство рекламировало фильм, а не игру. Для журналов были подобраны изображения на целый разворот с чёрными полосами сверху и снизу, имитирующими экранное каше, и к ним придуманы броские слоганы — например, изображение огромной пушки на военной базе Джунон сопровождалось надписью «дайте тем, кто делает игры на картриджах, сигарету и повязку на глаза», как если бы конкурентов Sony вели на расстрел. Такая воинственная реклама была полной противоположностью тому, как свои игры рекламировала Nintendo, и рассматривалась как намеренный выпад против этой компании в «консольных войнах». Европейская рекламная кампания SCEE уделяла максимум внимания персонажам и привлекательной графике игры, делая основную ставку на статичные изображения — как «кей-арт» с панорамой города Мидгар и портретами главных героев Клауда, Баррета и Айрис, распространявшийся в виде плакатов и рекламных штендеров в розничных магазинах Франции и Германии и Италии. Американское подразделение Square самостоятельно переводило на английский язык маркетинговые материалы из японской рекламной кампании, поддерживало стенд на выставке Electronic Entertainment Expo 1997 года и также экстренно запустило сайт squaresoft.com — через этот сайт осуществлялась и рассылка электронной почты, оказавшейся очень полезной при продвижении как самой Final Fantasy VII, так и следующих игр серии. По воспоминаниям отвечавшей за сайт сотрудницы Square USA Кёко Хиго, количество подписчиков этой рассылки непрерывно росло — ко временам выхода Final Fantasy IX оно превышало миллион человек.
В североамериканской версии игры появились нововведения, отсутствовавшие в японском оригинале: улучшен интерфейс, добавлены новые боссы, сцены и возможность выделения стрелками выходов из локаций. По воспоминаниям Бамбергера, сотрудники SCEA, получившие «золотой» мастер-диск незадолго до выхода, обнаружили, что игра не запускается — проблему, связанную с воспроизведением видеороликов, удалось срочно исправить за выходные и напечатать новые мастер-диски.
В начале августа 1996 года в комплекте с игрой на PlayStation Tobal No. 1 вышел диск с демоверсиями ещё не вышедших игр Square: Bushido Blade, SaGa Frontier, Final Fantasy Tactics и Final Fantasy VII. В демоверсии Final Fantasy VII можно было дойти только до момента первого взрыва реактора, были также и другие отличия от полной версии игры, в частности, Айрис находится в команде у Клауда с самого начала, но при этом не говорит ни слова. В Японии позже вышла «международная версия игры» Final Fantasy VII International, где присутствовали все изменения западной версии, текст в международном издании при этом был на японском, кроме того, к международной версии прилагался четвёртый диск, где были дополнительные материалы по разработке, геймплею и сюжету игры.

### Порт на Windows
В 1998 году было принято решение портировать Final Fantasy VII на PC-совместимый ПК с операционной системой Microsoft Windows. Square выбрала американскую компанию Eidos Interactive в качестве портирующей компании, потому что Eidos Interactive удалось успешно портировать игры серии Tomb Raider. Так как разработчики из Square, занимавшиеся рендерингом двухмерных фонов для локаций и FMV-роликов, были заняты в других проектах вроде Final Fantasy VIII и Final Fantasy IX, то они не смогли снова отрендерить фоны и FMV-ролики в более высоком разрешении для версии на Windows, поэтому сотрудникам Eidos пришлось использовать менее высококачественные фоны и FMV с версии для PlayStation. Из-за отсутствия в персональном компьютере микросхемы звукогенераторов PlayStation значительно ухудшилось качество звука: в отличие от версии на PlayStation, он звучит как обычный звук в формате MIDI. В версии на персональный компьютер были исправлены мелкие недочёты, в том числе и ошибки в переводе на английский язык. Несмотря на улучшения, там есть и собственные баги, например, на некоторых видеокартах FMV-ролики отображались неправильно, также присутствуют проблемы с запуском игры на версиях Windows позднее Windows 98. Фанаты разработали огромное количество модификаций, улучшающих графику и звук, а также исправляющих баги.
4 июля 2012 года Square Enix объявила, что планирует переиздать версию игры для Windows для своего интернет-магазина, на этот раз в комплекте будут идти трейнеры, кроме того, будет введена система достижений. Изначально фанаты предполагали, что Square Enix переиздаст игру в Steam, так как в её базе данных были найдены данные об игре, но никаких подтверждений со стороны разработчиков не было. Тем не менее 14 августа 2012 года состоялся релиз обновлённой Final Fantasy VII. В переиздание вошли 36 «достижений», трейнер, позволяющий мгновенно увеличивать здоровье, запас очков магии и денег до максимума, а также поддержка сохранений с помощью «облачного» хранилища. В июле 2013 года игра, как и предполагали многие фанаты, действительно стала доступной для загрузки из Steam. На основе порта планируется выпуск версии для PlayStation 4.

## Музыкальное сопровождение
Музыку для Final Fantasy VII сочинил композитор Нобуо Уэмацу. Вместо того, чтобы записывать музыку в исполнении оркестра, Уэмацу предпочёл синтезировать музыку в формате MIDI, используя микросхемы звукогенераторов PlayStation. Final Fantasy VII — первая игра серии, в музыке которой используется записанный вокал: хор можно услышать в музыкальной теме «One-Winged Angel» (рус. Однокрылый ангел), которую журналисты сайта 1UP.com назвали самым узнаваемым треком авторства Нобуо Уэмацу в серии. Уэмацу сказал в одном из интервью, что саундтрек должен был вызывать у игроков «чувство реализма происходящего», что не давало ему сочинять «чрезмерно безумную музыку».
Саундтрек игры вышел на четырёх дисках. Одной из самых известных музыкальных тем является «Aerith’s Theme» (рус. Тема Айрис), которая звучит сразу после того, как Сефирот убивает Айрис. «Aerith’s Theme» стала достаточно популярной среди фанатов и получила множество аранжировок. Также вышел музыкальный альбом Final Fantasy VII Reunion Tracks, который состоял из одного диска и включал в себя избранные композиции из саундтрека к игре, а также три оркестровые аранжировки. В 2003 году вышел альбом Final Fantasy VII Piano Collection, где содержались мотивы из игры, исполненные на фортепиано. Многие музыкальные треки из Final Fantasy VII были использованы и в более поздних играх Square и Square Enix в аранжированном виде, в частности, в Final Fantasy IX, Kingdom Hearts, Kingdom Hearts II, Crisis Core: Final Fantasy VII, а также в анимационном фильме «Последняя фантазия VII: Дети пришествия».

## Отзывы и популярность

### Продажи
| Сводный рейтинг       | Сводный рейтинг                              |
| Агрегатор             | Оценка                                       |
| --------------------- | -------------------------------------------- |
| GameRankings          | - 92,35 % (PS) - 86,30 % (PC) - 82,75 % (NS) |
| Metacritic            | 92/100                                       |
| Иноязычные издания    |                                              |
| Издание               | Оценка                                       |
| 1UP.com               | A+                                           |
| CGM                   | [ 92 ]                                       |
| CGW                   | [ 93 ]                                       |
| Edge                  | 9/10                                         |
| EGM                   | 9,5/10                                       |
| Famitsu               | 38/40                                        |
| GamePro               | 5/5                                          |
| GameSpot              | 9,5/10 (PS) 8.0/10 (PC)                      |
| IGN                   | 9,5/10                                       |
| OPM                   | 5/5                                          |
| PC Gamer (US)         | 90 %/100 %                                   |
| Русскоязычные издания |                                              |
| Издание               | Оценка                                       |
| Game.EXE              | 88 %                                         |
| «Игромания»           | 9,6/10                                       |
| «НИМ»                 | 9,0/10                                       |

Продажи Final Fantasy VII были крайне высокими — в этом показателе было поставлено сразу несколько рекордов. За первые три дня в Японии было продано 2,3 миллиона копий. Из-за большого спроса в сентябре некоторые продавцы выставили на прилавки Final Fantasy VII раньше даты официального североамериканского релиза. Когда же игра официально вышла в Северной Америке, за первую неделю было продано 330 000 копий, а за первые три недели их количество достигло 500 000. Высокий уровень продаж был ещё несколько месяцев — в начале декабря 1997 года Sony объявила, что в Северной Америке продано более миллиона экземпляров, и, как сообщил экономист Эдвард Уильямс, «Sony пересмотрела своё отношение к жанру ролевых игр и решила их популяризировать, запустив Final Fantasy VII». По состоянию на декабрь 2005 года было продано 9,8 миллионов экземпляров игры, включая и Final Fantasy VII International, что сделало её самой продаваемой игрой серии на данный момент. Объявление Square о том, что Final Fantasy VII будет разрабатываться для Sony, а не для Nintendo, вызвало недовольство у многих игроков. За первые две недели релиза игры в PlayStation Network её скачали примерно 100 000 раз — это была самая быстрораскупаемая игра в PlayStation Network. По состоянию на май 2010 года продано более 10 миллионов копий по всему миру. Летом 2018 года, благодаря уязвимости в защите Steam Web API, стало известно, что точное количество пользователей сервиса Steam, которые играли в игру хотя бы один раз, составляет 1 136 100 человек.

### Оценки игровой прессы
Критики почти единогласно хвалили эту игру и ставили ей высокие оценки. По мнению рецензента GameSpot, «никогда и нигде технологии, геймплей и подача сюжета так хорошо не сочетались, как в Final Fantasy VII», также он похвалил графику, музыку и сюжет. Джей Бур, журналист IGN, писал, что графика «зашла очень далеко вперёд по сравнению с тем, что мы видим на PlayStation», и счёл боевую систему самой сильной стороной игры. RPGamer похвалил музыку, её разнообразие и качество, заявляя, что «Уэмацу здесь превзошёл самого себя».
С 1997 года Final Fantasy VII неоднократно избиралась игровыми интернет-порталами и журналами, включая Electronic Gaming Monthly, IGN и GameSpot, одной из лучших игр всех времён. Незадолго до выхода игры Gamefan назвал эту игру «возможно, самой лучшей из всех когда-либо выходивших», через некоторое время после выхода этой рецензии эта цитата появилась на задней части обложки англоязычной версии игры. В январе 2005 года Electronic Gaming Monthly поставила Final Fantasy VII на шестое место в списке «десятки важнейших игр». Упоминая её «красивые кат-сцены, глубокий сюжет», журналист утверждал, что «игра Square была … первой успешной RPG». В конце 2007 года Dengeki PlayStation присвоил игре награды «лучшая ролевая игра», «лучший сюжет» и «лучшая игра», подводя итоги уходящей в прошлое PlayStation. GamePro поставил Final Fantasy VII на четырнадцатое место в списке самых важных для игровой индустрии и самых инновационных компьютерных игр, а также вручил ей награду «лучшая ролевая игра». Final Fantasy VII заняла второе место в списке ста самых популярных игр всех времён по версии японского журнала Famitsu, в то время как пользователи GameFAQs проголосовали за неё как за лучшую игру всех времён в ноябре 2004 года и 2005 года, в 2009 году она заняла второе место. Final Fantasy VII также заняла пятнадцатое место в списке «двухсот лучших игр всех времён» по версии Game Informer и второе место в списке «ста лучших игр всех времён» в журнале Empire, уступив лишь Super Mario World.
Несмотря на всё это, Final Fantasy VII получила также определённую дозу критики. В сентябре 2003 года GameSpy поставил игру на седьмое место в списке «25-ти самых переоценённых игр». Official U.S. PlayStation Magazine и GameSpot сочли игру слишком линейной. Official U.S. PlayStation Magazine счёл, что перевод игры на английский язык «слегка грязноват» и что анимации призыва существ были «чересчур затяжными». RPGamer решил, что перевод игры «напичкан опечатками и прочими ошибками, затрудняющими понимание и без того запутанного сюжета». GamePro также написал, что перевод — единственный крупный минус в игре, в то время как IGN назвал «единственным изъяном» возможность иметь на поле боя только трёх персонажей.

#### Оценки версии для Windows
Порт Final Fantasy VII на Windows также получил высокие оценки. При этом отрицательных отзывов удостоились менее качественные по сравнению с оригиналом звук, графика, а также сложный процесс установки. Рецензент Computer Games Magazine написал, что «ни у одной игры на данный момент» не было «такой вероятности переставать работать на разных компьютерах», также он заметил, что «хотя музыка сама по себе великолепна, её красота сильно зависит от звуковой карты вашего компьютера». Next Generation Magazine счёл, что отрендеренные фоны локаций выглядят не так впечатляюще, как в версии на PlayStation, при этом назвав трёхмерные поля боя «просто завораживающими». Все три игровых журнала сошлись во мнении, что игра хороша, несмотря на все её недостатки как порта.

### Значение в индустрии и массовой культуре
Игровые журналисты называют Final Fantasy VII одной из самых успешных игр для PlayStation, кроме того, они приписывают ей популяризацию японских ролевых игр за пределами Японии. Из-за популярности игры руководитель проекта Ёсинори Китасэ и сценарист Кадзусигэ Нодзима решили установить сюжетную связь между Final Fantasy VII и другой игрой серии, Final Fantasy X-2: в Final Fantasy X-2 был персонаж по имени Синра, который предположил, что из жизненной энергии планеты можно получать электрическую энергию. Нодзима отметил, что потомки Синра через много лет после действия X-2 найдут способ перебраться из Спиры, мира Final Fantasy X и X-2, в мир Final Fantasy VII, и там реализуют его планы, образовав компанию «Син-Ра». Кроме Windows и PlayStation, Final Fantasy VII стала доступной для закачивания в PlayStation Network 10 апреля 2009 года в Японии, 2 июня 2009 года в Северной Америке и 4 июня 2009 года в Австралии и Европе, причём в Японии вышла международная версия игры. В Китае фирма Shenzhen Nanjing Technology выпустила неофициальный ремейк игры на восьмибитную игровую приставку Famicom, аппаратные клоны которой по сей день популярны в Китае. В ремейке был сильно упрощён игровой процесс, графика стала двухмерной, а также были убраны многие побочные квесты. Группа энтузиастов-ромхакеров с сайта Romhacking.net работает над проектом, цель которого — изменить музыку, графику, сюжетные события и геймплей таким образом, чтобы ремейк была максимально приближен к оригиналу. Final Fantasy VII также была спародирована в одной из серий популярного сатирического мультсериала «Робоцып».
Возможности компьютерной графики, впервые применённые в Final Fantasy VII, позволили создателю серии, Хиронобу Сакагути, начать производство первого полнометражного анимационного фильма по мотивам серии Final Fantasy «Последняя фантазия: Духи внутри нас». После выхода в свет Final Fantasy VII стало появляться всё больше игр серии с научно-фантастическим сеттингом, также в антураже научной фантастики выполнены «Духи внутри нас». В Square приняли решение выпускать международные версии некоторых своих игр в Японии после их выхода на Западе. Были перевыпущены Final Fantasy X (с подзаголовком International), Final Fantasy X-2 (с подзаголовком International + Last Mission), Kingdom Hearts (с подзаголовком Final Mix), Kingdom Hearts II (с подзаголовком Final Mix+), Kingdom Hearts Birth by Sleep (с подзаголовком Final Mix) и Final Fantasy XII (с подзаголовком International Zodiac Job System).
Некоторые персонажи из Final Fantasy VII появлялись в эпизодических ролях в некоторых других играх Square и Square Enix, в частности в файтинге Ehrgeiz и популярном совместном проекте Square Enix и The Walt Disney Company Kingdom Hearts, а также в Final Fantasy Tactics, в Dissidia: Final Fantasy и в Dissidia 012 Final Fantasy. Момент смерти Айрис в игре часто называют одним из самых эмоциональных моментов во всех компьютерных играх. Смерть Айрис настолько потрясла некоторых игроков, что стали распространяться ложные слухи о возможности её воскрешения в игре, а поклонники игры даже послали петицию Ёсинори Китасэ с просьбой воскресить Айрис в будущих играх серии, на что Китасэ ответил: «Смерть Айрис неоднозначна, и именно поэтому этого никогда не случится». Невозможность воскресить Айрис иногда относят к сюжетным дырам: многие считают, что наличие в игре воскрешающих заклинаний противоречит этому. Сефирот до сих пор остаётся одним из самых популярных злодеев в компьютерных играх, получив первое место в «списке десяти боссов компьютерных игр» в журнале Electronic Gaming Monthly, а также в «конкурсе злодеев» GameFAQs.

## Связанная продукция
Из-за успеха Final Fantasy VII Square Enix решила создать целый сериал, состоящий из сюжетных продолжений и ответвлений игры — «Компиляция Final Fantasy VII». Первой игрой, вышедшей в «Компиляции», стала игра на мобильные телефоны Before Crisis: Final Fantasy VII 2004 года, повествующая о Турках и показывающая события за шесть лет до начала событий Final Fantasy VII. После этого в 2005 году вышел CGI-фильм «Последняя фантазия VII: Дети пришествия», анонсированный первым в «Компиляции», но увидевший свет вторым. Действие «Детей пришествия» происходит через два года после окончания оригинальной игры и служит продолжением её сюжета. Специальное издание фильма включало в себя OVA Last Order: Final Fantasy VII — аниме, рассказывающее о сожжении Нибельхейма и побеге Зака и Клауда из научной лаборатории «Син-Ра». Затем в 2006 году вышли Dirge of Cerberus: Final Fantasy VII на PlayStation 2 и её вариант на мобильный телефон Dirge of Cerberus Lost Episode: Final Fantasy VII — шутеры от третьего лица. Dirge of Cerberus повествует о событиях, происходивших через три года после Final Fantasy VII, а её главным героем является Винсент Валентайн. Последняя на данный момент игра в «Компиляции» — Crisis Core: Final Fantasy VII в жанре ролевого боевика на PlayStation Portable, вышедшая в 2007 году и являющаяся предысторией оригинальной игры. Главный герой Crisis Core — молодой СОЛДАТ Зак Фэйр. В «Компиляцию» также входит Final Fantasy VII On the Way to a Smile — серия коротких рассказов, написанных сценаристом игры Кадзусигэ Нодзимой. Действие рассказов происходит между Final Fantasy VII и «Детьми пришествия». По мотивам одного из рассказов, Case of Denzel, сняли короткометражное аниме.
В книге Final Fantasy VII Ultimania Ω, детальнее рассказывающей о геймплее, сюжете и истории разработки Final Fantasy VII, был напечатан рассказ Maiden Who Travels the Planet, повествующий о путешествии души Айрис через Поток Жизни после смерти от рук Сефирота, действие происходит во время второй половины Final Fantasy VII. На мобильные телефоны выпустили Final Fantasy VII Snowboarding — мини-игру из Final Fantasy VII, в которой игрок управляет Клаудом на сноуборде и должен съехать со снежной горы. 17 ноября 2021 года появилась мобильная игра Final Fantasy VII: The First Soldier. Стиль игры выполнен в жанре «королевской битвы» с элементами магии. Square Enix сообщила, что число ранних регистраций на мобильную Final Fantasy превысило 2 млн человек, игре удалось достичь таких показателей за день до полноценного релиза.

### Ремейк

Кадр из технологического демо Final Fantasy VII на PlayStation 3, где изображён Клауд Страйф.

Среди фанатов и журналистов игровой прессы ходили слухи, что в «Компиляцию» также войдёт ремейк Final Fantasy VII на игровую приставку PlayStation 3. Слухи стали распространяться после показа Square Enix на игровой выставке E3 2005 года демонстрационного ролика, который повторял собой первый ролик Final Fantasy VII, но при этом использовались графические возможности PlayStation 3. Новую волну слухов вызвали благодарности в заключительных титрах к «Детям пришествия» и Crisis Core — «благодарим команду тестеров Final Fantasy VII PS3». Эти благодарности могли быть адресованы или тестирующим релиз Final Fantasy VII на PlayStation Network, или тестирующим игру, использующую графику из демонстрационного ролика. Президент Square Enix Ёити Вада ответил на слухи, что ролик был подготовлен исключительно для демонстрации технических возможностей PlayStation 3 и что делать ремейк Final Fantasy VII пока не планируется. В июне 2009 года Final Fantasy VII стала доступной для платной закачки из PlayStation Network на PlayStation Portable и PlayStation 3.
Ёсинори Китасэ, руководитель проекта по разработке Final Fantasy VII, на игровой выставке Games Convention ответил на вопрос о ремейке: «Что же касается ремейка VII, всё, что я могу посоветовать прямо сейчас, это поиграть в переиздание для PSN, вышедшее совсем недавно. Может быть, позже у нас появятся новости. Сейчас я работаю сразу над несколькими проектами, я точно не знаю, над чем я буду работать после XIII, но нужно учесть, что я также работаю над Final Fantasy Agito XIII. Может быть, я смогу уделять больше внимания этому проекту, когда XIII будет готова». В феврале 2010 года Китасэ отметил, что разработка Final Fantasy VII с графикой на уровне Final Fantasy XIII «займёт в три или в четыре раза больше, чем три с половиной года, которые ушли на разработку этой Final Fantasy! Вот почему так непохоже, что это случится». Кроме того, Китасэ отметил, что игры вроде Final Fantasy VII очень трудно разрабатывать на такую платформу, как PlayStation 3, так как у разработчиков слишком много времени уходит на создание графики, и именно поэтому тринадцатая часть серии получилась «более линейной», чем предыдущие. Несмотря на это, руководитель разработки Final Fantasy XIII Мотому Торияма сказал: «Если бы у нас было больше времени и рабочих рук для работы над проектом, и если бы мы сделали ремейк Final Fantasy VII на уровне Final Fantasy XIII, то это был бы грандиозный проект. Если нам удастся получить достаточное количество разработчиков, я бы действительно хотел заняться ремейком этой игры». В марте 2010 года Ёити Вада объявил, что из-за большого количества просьб они рассматривают возможность создания ремейка.
Получив несколько вопросов по поводу ремейка, сайт GamesRadar упомянул его в списке «пяти причин ненавидеть Final Fantasy», желая, чтобы он поскорее вышел, так как фанаты перестанут спрашивать про него. GamesRadar также опубликовал статью «Правда о ремейке Final Fantasy VII», отметив, что несмотря на то, что разработчики официально не планируют его разрабатывать, интервью 2009 года дали надежду, что он всё же будет. GameTrailers присвоил Final Fantasy VII второе место в списке игр, нуждающихся в ремейке.
В декабре 2011 года Ёсинори Китасэ упомянул в одном из интервью, что ремейки старых игр серии Final Fantasy эпохи первой PlayStation могут появиться на консоли Xbox 360. В интервью журналу Famitsu Китасэ, однако, сообщил, что он не намерен заниматься ремейком, поскольку не хочет ничего в игре менять и тем самым вызывать недовольство фанатов. В июле 2012 года Ёити Вада заявил, что выход ремейка Final Fantasy VII негативно повлияет на развитие серии, так как игроки начали бы сравнивать игру с последними частями Final Fantasy, и это сравнение оказалось бы не в пользу современных игр. Тем не менее, Вада сообщил, что Square Enix займётся ремейком, но только тогда, когда выпустят игру из серии Final Fantasy, превосходящую седьмую часть по качеству.
15 июня 2015 года, во время пресс-конференции компании Sony, проходившей в рамках выставки E3 2015, было объявлено о том, что в разработке находится полноценный ремейк Final Fantasy VII для игровой консоли PlayStation 4. Релиз первой части состоялся 10 апреля 2020 года на платформе PlayStation 4, в качестве временного эксклюзива.